# Кравченко-Касьян Іван
Кравченко-Касьян Іван (1815? — †1878?) — український кобзар.

## Життєпис
Народився у с. Піски, учився в Комишанського кобзаря і володів Комишанською наукою.
За інших джерел народився у с. Гапонівка Лохвицького повіту, нині Краснопільського району Сумської області. Кобзарство вивчав у Івана Хмельницького у Зіньківському районі Полтавської області. Добре грав і вчив грати інших, зокрема свого племінника Івана Кравченка-Крюковського.